# Bulbophyllum wangkaense
Bulbophyllum wangkaense là một loài phong lan thuộc chi Bulbophyllum.